# Albrecht II. (Anhalt-Zerbst-Köthen)
Albrecht II., Graf von Anhalt († 1362) war ein Regent des Landes Anhalt und ab 1323/25 Fürst von Anhalt (ältere Zerbster Linie). 

## Leben
Albrecht II., Graf von Anhalt, war beim Tode seines Vaters Albrecht I. noch minderjährig, weshalb sein Onkel Markgraf Waldemar I. von Brandenburg, über ihn und seinen Bruder Waldemar I. die Vormundschaft übernahm. Später regierten beide Brüder gemeinschaftlich, so dass Waldemar II. in Dessau, Albrecht aber in Zerbst oder Köthen zu leben pflegte.
In Gemeinschaft erwarben die Brüder beim Erlöschen des askanischen Stammes in Brandenburg (1320) die Oberhoheit über Zerbst, die Mark Landsberg und die Pfalz Sachsen, während Brandenburg selbst, auf welches das anhaltische Haus berechtigte Ansprüche geltend machen konnte, von Kaiser Ludwig an seinen gleichnamigen Sohn verliehen wurde.
Als später der sogenannte "falsche Waldemar" auftauchte, schien den beiden anhaltischen Brüdern die Gelegenheit günstig, ihre Ansprüche zur Geltung zu bringen. Sie beteiligten sich auf das lebhafteste an dem Unternehmen, diesem Mann, der sich als ihr Onkel ausgab, zum Besitz der Mark zu verhelfen. Doch scheiterten ihre Bemühungen an dem Wankelmut und der Untreue des Kaisers Karl IV. Für ihre aufgewendeten Kriegskosten wurden ihnen einige brandenburgische Städte verpfändet. Der von allen verlassene sogenannte "falsche Waldemar" lebte bis zu seinem Tod, von den Brüdern weiterhin stets als ihr Onkel behandelt, bei ihnen in Dessau.
Albrecht II. war seit 1324 mit Agnes, einer Tochter des Fürsten Wizlaw III. von Rügen vermählt und heiratete in zweiter Ehe Beatrix, Tochter des Rudolfs I. von Sachsen-Wittenberg. Aus dieser Ehe hatte er folgende Nachkommen:
- Johann II. (* 1341 – † 1382), Fürst von Anhalt-Köthen ⚭ Elisabeth von Henneberg (1351 – 24. April 1397), Tochter von Johann I. Henneberg-Schleusingen.
- Albrecht († 1354)
- Tochter († 1352), verheiratet mit Albrecht VII. Graf von Barby (1329(?)–?)
- Jutta († 1381), verheiratet 1358 mit Burkhard III. von Retz, Burggraf von Magdeburg († 1387)
- Rudolf († 1365), Bischof von Schwerin seit 1364